# عبد الباسط هاشم محمد
الشيخ عبد الباسط حامد محمد متولي (1 يناير 1928 - 4 أغسطس 2020) قارئ قُرآن مصري.
ولد في  قرية شبراباص مركز شبين الكوم محافظة المنوفية، اشتهر وعرف باسم (عبد الباسط هاشم محمد). لأن الذي رباه وكفله بعد موت والده الذي توفي قبل ولادته اسمه هاشم محمد

## حياته
توفي والده قبل ولادته، توفيت أمه بعد ولادته بستة أيام وكف بصره وهو في الخامسة من عمره نتيجة مرض شديد ألم به، هاجر إلى الإسكندرية مع أخته وزوجها ومكث معهم حتى السابعة من عمره فتركهم وسافر إلى القاهرة فتلقاه القائم مقام / هاشم محمد علي الذي رباه، وحفظ القرآن على يد هاشم وله من العمر ثمان سنوات.

## سفره
أرسله هاشم إلى أسيوط عند والدته ليحفظ القرآن بسنده مضبوطا على يد الشيخ أحمد عبد الغني عبد الرحيم وهو من المجازين بالسبع القراءت، فقام الشيخ أحمد بتلقينه متون التوحيد المختلفة وهي الخريدة والجوهرة وسلم الوصول والطحاوية والواسطية ثم جود عليه القرآن في عام ونصف.

## أخذه القراءات
في سن الحادية عشرة حفظ متن الشاطبية في أربعة أشهر ونصف ثم أخذها على شيخه في خمس سنوات قراءة وتدريسا من الشيخ أحمد عبد الغني، وفي أثناء ذلك قرأ عليه الموطأ وبلوغ الأمنية في شرح إتحاف البرية وهو في تحرير الشاطبية، وبعد الانتهاء من قراءة القرآن بالقراءات السبع من طريق الشاطبية أرسله الشيخ أخمد عبد الغني إلى شيخه محمود محمد خبوط لأن الشيخ أحمد رفض إجازته بالشاطبية إلا بعد يجيزه شيخ آخر وقرأ على الشيخ خبوط الدرة والشاطبية وقراءة حمزة من طريق الطيبة وقرأ عليه شيء من المحتسب لابن جني وشيء من التمهيد لابن عبد البر وترجمة الشيخ خبوط ستأتي إن شاء الله تعالى وبعد أن أقرأه الشيخ خبوط أعاده إلى الشيخ أحمد عبد الغني وأرسل له بإجازته إياه يحكي الشيخ عبد الباسط هذا اليوم بفرح شديد يقول: أنه فوجئ بالشيخ أحمد وقد أقام له حفلا كبيرا واستدعى فيه أكابر شيوخ الصعيد وكان يدخل الشيخ عبد الباسط على كل شيخ فيسأله 15 سؤلا وبعد أن ينتهي يمضي على الإجازة ثم أعطاه الشيخ أحمد عبد الغني الإجازة وسنه سبعة عشر عاما.
رحل بعد ذلك الشيخ إلى القاهرة وبقي عامان قارئا لليالي ثم ذهب به الشيخ هاشم إلى الشيخ / مصطفى حسن سعيد في قنا وهو إمام المسجد القنائي هناك الذي شرط عليه أن يبقى معه في داره ولا ينفق شيئا من ماله وإنما عليه التعلم فقط والإتقان عليه وبدأ في إقراءه الطيبة وسنه تسعة عشر عاما وبقي عنده ثمان سنوات قرأ عليه الطيبة وتوفي الشيخ بعد أن انتهى الشيخ عبد الباسط من قراءة سورة العنكبوت وأجازه بالطيبة كاملة قبل أن يموت، ثم أوصى به الشيخ شمروخ محمد شمروخ كاتب الشيخ المتولي الذي قبل الشيخ عبد الباسط وأقرأه الطيبة بمضمن كتاب الروض النضير وصار عنده حتى أتم قراءة القرآن بالقراءات العشر وحفظ عنده الروض النضير وهذا من عجيب ما يذكر وهو مسجل عندي بصوته بارك الله في عمره ومكث عند الشيخ شمروخ ما يقارب العشرين عاما حتى قرأ عليه القرآن بالقراءات العشر ما يقارب الخمس مرات وقبل وفاة الشيخ بعام عاد إلى القاهرة والتحق بمعهد قراءات القاهرة وبقي فيه أياما ولما سمع به شيخ الأزهر عبد الرحمن تاج امتحنه في علوم الدين من فقه وتفسير وتوحيد ونحو وصرف وبلاغه فوجد علمه الجم فأمر بأن يلتحق بالدراسات العليا بجامعة الأزهر للحصول على الماجستير والدكتوراه في التفسير وقد كان ذلك حيث حصل على الدكتوراه عام 1962 ميلادية ودرس في جامعة الأزهر بكلية أصول الدين كأستاذ غير متفرغ بقسم التفسير.

## وفاته
توفي يوم الثلاثاء 4 أغسطس 2020، الموافق 14 ذو الحجة 1441 هـ.